# إدوارد بي ني
إدوارد بي ني (بالإنجليزية: Edward P. Ney) هو فيزيائي أمريكي، ولد في 28 أكتوبر 1920 في منيابولس في الولايات المتحدة، وتوفي بنفس المكان في 9 يوليو 1996.